# Giovanni Papanti
Giovanni Papanti (Livorno, 24 dicembre 1830 – Castel Gandolfo, 8 agosto 1893) è stato un bibliografo italiano.

## Biografia
Realizzò prevalentemente opere bibliografiche; raccolse un consistente numero di novelle italiane che descrisse nel volume Catalogo dei novellieri italiani (1871).
Nel 1875 pubblicò, in occasione del V centenario della morte di Giovanni Boccaccio, il suo opus magnum I parlari italiani in Certaldo, una raccolta di traduzioni in vari dialetti italiani (704) della novella IX della Prima giornata del Decameron.

## Opere
- Catalogo dei novellieri italiani  in prosa raccolti e posseduti da Giovanni Papanti, aggiuntevi alcune novelle per la maggior parte inedite, Livorno, 1871.
- Dante, secondo la tradizione e i novellatori, Livorno, 1873.
- Novelle di ser Andrea Lancia. Secolo XIV, Bologna, 1873.
- Facezie e motti dei secoli XV e XVI. Codice inedito Magliabechiano, Bologna, 1874.
- I parlari italiani in certaldo alla festa del V centenario di messer Giovanni Boccacci, Livorno, 1875.
- Giambattista Passano e i suoi novellieri italiani in prosa indicati e descritti, Livorno, 1878.